# HMS Kullen (64)
HMS Kullen (64) var en minsvepare i svenska flottan av Arholma-klass. Hon utrangerades 1966 och användes som målfartyg och sänktes. Vraket såldes därefter i sjunket tillstånd till Stenabolaget för skrotning 1969 i Göteborg. Hennes vrak ligger vid Björlanda skjutfält på Hisingen i Göteborg sedan 1970-talet.

## Utlandsresor

### 1949
Gick runt England och till Färöarna. Med på resan var även flygplanskryssaren HMS Gotland och minsveparna HMS Sandön, HMS Örskär och HMS Grönskär.
1. Stockholm
2. Göteborg Anlöpte 12 maj 1949, avseglade 14 maj 1949
3. Antwerpen, Belgien Anlöpte 19 maj 1949, avseglade 22 maj 1949
4. Cobh (Queenstown), Irland Anlöpte 26 maj 1949, avseglade 28 maj 1949
5. Ardrassare, Skottland
6. Torshamn, Färöarna Anlöpte 2 juni 1949, avseglade 5 juni 1949
7. Stavanger, Norge Anlöpte 9 juni 1949, avseglade 12 juni 1949
8. Göteborg Anlöpte 14 juni 1949

### 1950
Gick till Europa. Med på resan var även flygplanskryssaren HMS Gotland och minsveparna HMS Bredskär, HMS Arholma och HMS Bremön.
1. Karlskrona Avseglade 2 maj 1950
2. Göteborg Avseglade 22 maj 1950
3. Belfast, Irland Anlöpte 26 maj 1950, avseglade 28 maj 1950
4. Brest, Frankrike Anlöpte 2 juni 1950, avseglade 4 juni 1950
5. Rotterdam, Nederländerna Anlöpte 9 juni 1950, avseglade 11 juni 1950
6. Göteborg Anlöpte 14 juni 1950